# Мейер, Эвальд
Эвальд Мейер (нем. Ewald Meyer) — (23 сентября 1911 года, Берлин, Германия — 13 февраля 2003 года, Саарбрюкен, Германия) — немецкий художник, график, антифашист, член движения Сопротивления во время Второй мировой войны, член организации «Красная капелла».

## Биография
Эвальд Мейер родился 23 сентября 1911 года в Берлине, в Германской империи. После окончания школы, получил аттестат зрелости и поступил в Берлинскую академию искусств (ныне Академия художеств). Он учился в мастерской Эмиля Орлика и Ганса Майда. На стиль его рисунков оказали влияние Кете Кольвиц и Макс Либерман. В 1931 году получил частную стипендию. Эта и другие стипендии позволили ему стажироваться в Италии и Северной Африки.
Эвальд Мейер был противником диктатуры Гитлера, и в 1939 году стал членом движения Сопротивления, вступив в организацию, получившей название «Красная капелла». В этот период им были созданы многочисленные рисунки. Им также были созданы иллюстрации для томика стихов Иоахима Рингельнаца «Kuttel Daddeldu», запрещенного в Германии и изданного в Норвегии.
После возвращения в Берлин из лагеря военнопленных в кантоне Вов во Франции, зарабатывал на жизнь как художник и независимый художник-график. Работал внештатным сотрудником (иллюстратором) «Berliner Zeitung», газете, издававшейся в Восточном Берлине. После строительства Берлинской стены потерял работу. В 1961 году режиссёр земльного театра в Саарбрюккене Герман Ведекинд пригласил его как сценографа и художника-оформителя зала государственного собрания земли Саар.
Выставки работ Эвальда Мейера прошли во многих европейских странах. Выставка под названием «Свидетельства» прошла посмертно в 2007 году в Майнце. Многие из его картин и рисунков на тему ужасов войны и Холокоста находятся в частных коллекциях.
Эвальд Мейер умер 13 февраля 2003 года в Саарбрюкене, в Германии.